# 现金流匹配
现金流匹配是一种套期保值过程，在该过程中，公司或个体将其现金流出（例如债务偿还）与其在给定时间范围内的现金流入相匹配。它是金融免疫策略的一个子集。现金流匹配在固定收益养老金项目中很重要。

## 用线性规划求解
现金流匹配问题可使用线性规划求解。先假设我们有{\displaystyle j=1,...,n}这{\displaystyle n}个债券，这些债券在{\displaystyle t=1,...,T}这{\displaystyle T}个周期中产生现金流，但是在每个周期中分别存在需要偿还的负债{\displaystyle L_{1},...,L_{T}}需要偿还。假设债券{\displaystyle j}的初始价格为{\displaystyle p_{j}}，在周期{\displaystyle t}中可获得的现金流为{\displaystyle F_{tj}}。因此可以购买债券{\displaystyle x_{j}}在特定周期中获得盈余{\displaystyle s_{t}}，两者均为非负数，因此存在下列限制式：{\displaystyle {\begin{aligned}\sum _{j=1}^{n}F_{1j}x_{j}-s_{1}&=L_{1}\\\sum _{j=1}^{n}F_{tj}x_{j}+s_{t-1}-s_{t}&=L_{t},\quad t=2,...,T\end{aligned}}}
我们的目标是将购买债券的初始成本{\displaystyle p^{T}x}最小化，同时还要求每个周期中产生的收益不小于需要偿还的负债。因此可以构建以下线性规划问题：{\displaystyle \min _{x,s}\;p^{T}x,\quad {\text{s.t.}}\;Fx+Rs=L,\;x,s\geq 0}其中在{\displaystyle F\in \mathbb {R} ^{T\times n}}和{\displaystyle R\in \mathbb {R} ^{T\times T}}需要：{\displaystyle R_{t,t}=-1,\quad R_{t+1,t}=1}
考虑到在购买债券时所涉及到的购买数量是离散的，因此可以使用混合整数线性规划来构建此类问题。